# Фотоплёнка тип-126

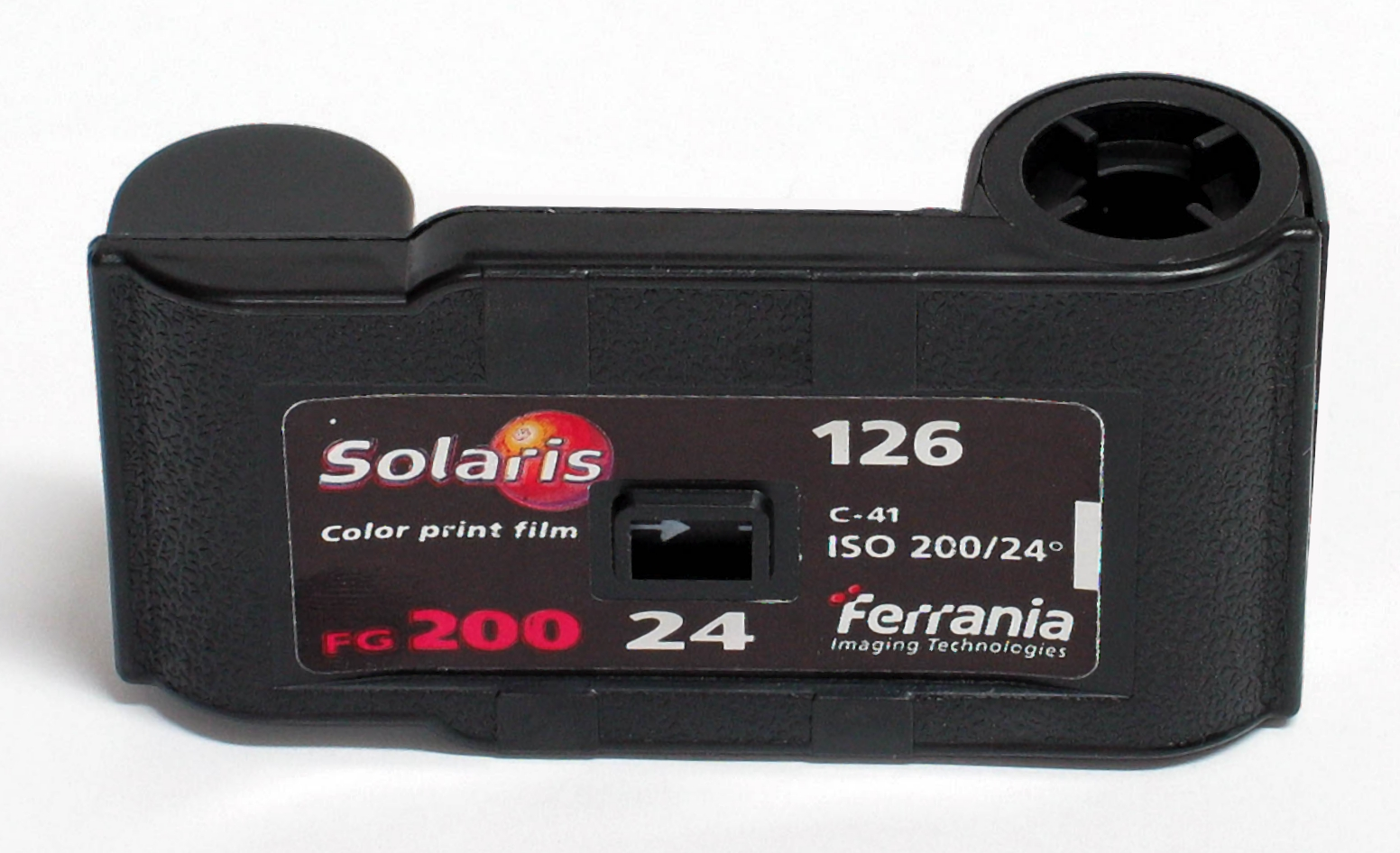
Кассета с плёнкой типа 126

Фотоплёнка тип-126 — разновидность картриджей для любительских фотоаппаратов, заряженных 35-мм фотоплёнкой с односторонней перфорацией и размером кадра 28 × 28 мм. Считается разновидностью малого формата.
Разработана и выпущена на рынок фирмой Kodak в 1963 г., использовалась в любительских автоматических фотоаппаратах, в частности — серии Kodak Instamatic. В 2008 году выпуск популярных фотоматериалов такого формата прекращён.

## История разработки

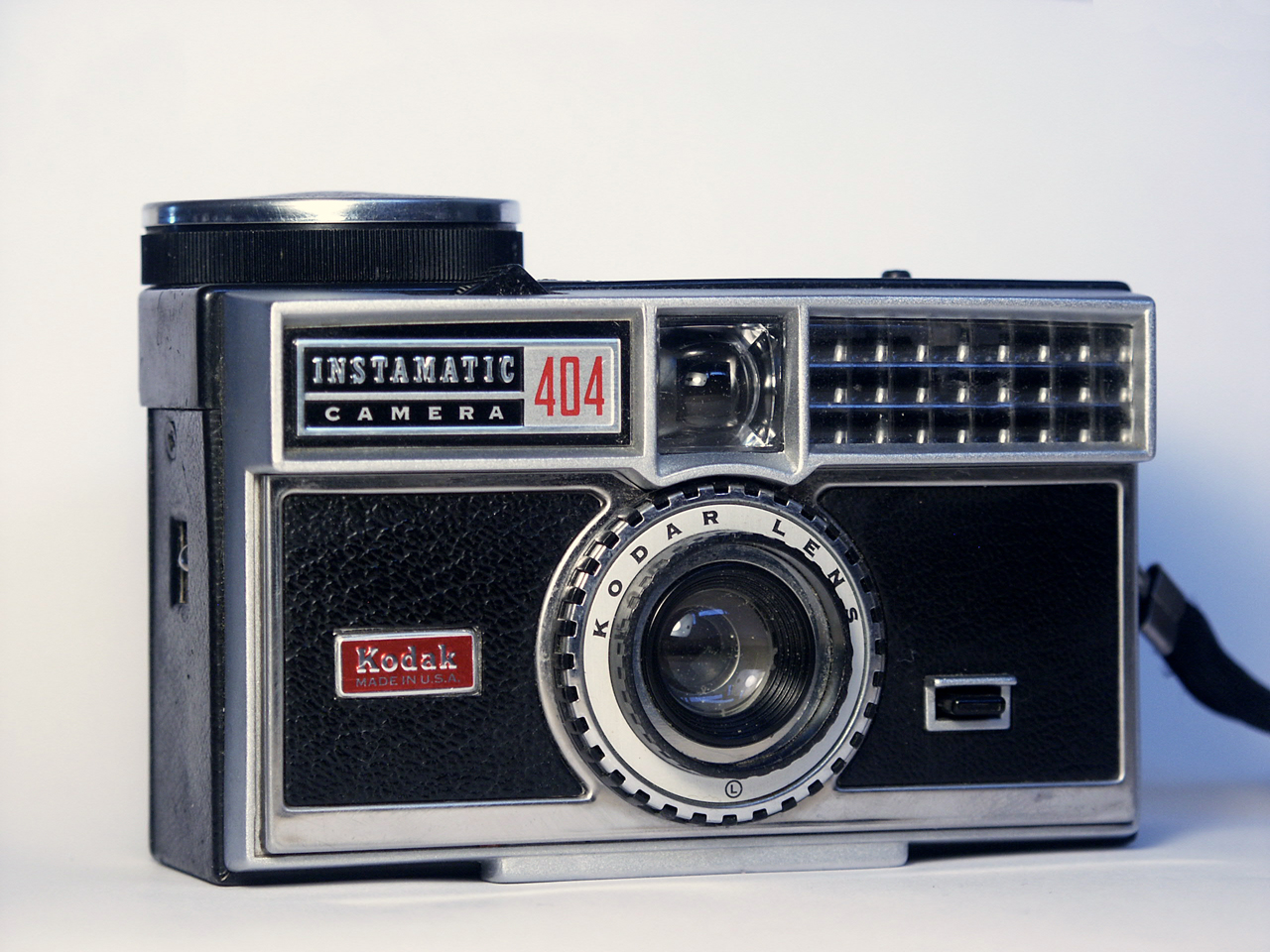
Kodak Instamatic 404

Данный тип плёнки предлагался под маркой Kodapak. Всего выпущено порядка десяти миллионов фотоаппаратов под эту плёнку, большая часть из них — любительские модели серии Instamatic. Выпускалось и небольшое число камер высокого класса — Kodak, Yashica, Rollei и Zeiss-Ikon.
В СССР фотоплёнка типа 126 не производилась, и фотоаппараты для неё не выпускались. Однако в 1970-х годах на Красногорском механическом заводе создан опытный экземпляр однообъективного зеркального фотоаппарата «Зенит-ПАК» под фотоплёнку типа 126.

## Технические особенности

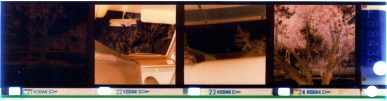
Негативная плёнка типа 126

Маркировка «126» обозначала линейные размеры кадра (полный кадр составлял 28 × 28 мм), но с учётом кадрирования при фотопечати фактически использовалась часть кадра размером 26,5 × 26,5 мм. Положение кадра на плёнке задавалось конструкцией кассеты. Ширина плёнки была той же, что и у типа 135 — 35 мм, но с односторонней перфорацией. На один кадр приходилась одна перфорация.
Как и в плёнке типа 120, имелась бумажная подложка — ракорд. Ёмкость кассеты составляла 12, 20 или 24 кадра. Номер кадра можно было видеть на ракорде через пластиковое окно. Кассета продавалась с уже установленной плёнкой, загрузка её была упрощённой, а обратной перемотки после съёмки не требовалось.